# Schenley
Schenley es un área no incorporada ubicada en el condado de Armstrong en el estado estadounidense de Pensilvania. Schenley se encuentra ubicada dentro del municipio de Gilpin.

## Geografía
Schenley se encuentra ubicada en las coordenadas 40°41′04″N 79°39′42″O / 40.68444, -79.66167.